# Uganda az 1992. évi nyári olimpiai játékokon
Uganda a spanyolországi Barcelonában megrendezett 1992. évi nyári olimpiai játékok egyik részt vevő nemzete volt.  Az országot az olimpián 3 sportágban 8 sportoló képviselte, akik érmet nem szereztek.

## Asztalitenisz
Női
| Versenyző   | Versenyszám | Csoportkör                                                                           | Csoportkör | Nyolcaddöntő      | Negyeddöntő       | Elődöntő          | Döntő             | Helyezés |
| Versenyző   | Versenyszám | Ellenfél Eredmény                                                                    | Hely.      | Ellenfél Eredmény | Ellenfél Eredmény | Ellenfél Eredmény | Ellenfél Eredmény | Helyezés |
| ----------- | ----------- | ------------------------------------------------------------------------------------ | ---------- | ----------------- | ----------------- | ----------------- | ----------------- | -------- |
| Mary Musoke | Egyes       | F csoport · Chan Tán-löü (Chan Tan Lui) (HKG) · 0-2 · Emilia Elena Ciosu (ROU) · 0-2 | 3.         | kiesett           | kiesett           | kiesett           | kiesett           | 33.      |

## Atlétika
Férfi
| Versenyző       | Versenyszám | Előfutam | Előfutam | Előfutam | Negyeddöntő | Negyeddöntő | Negyeddöntő | Elődöntő | Elődöntő | Elődöntő | Döntő   | Döntő    |
| Versenyző       | Versenyszám | Idő      | Hely.    | Össz.    | Idő         | Hely.       | Össz.       | Idő      | Hely.    | Össz.    | Idő     | Helyezés |
| --------------- | ----------- | -------- | -------- | -------- | ----------- | ----------- | ----------- | -------- | -------- | -------- | ------- | -------- |
| Joel Otim       | 100 m       | 10,94    | 5.       | 56.*     | kiesett     | kiesett     | kiesett     | kiesett  | kiesett  | kiesett  | kiesett | kiesett  |
| Francis Ogola   | 200 m       | 21,29    | 4.       | 35.      | 21,41       | 8.          | 36.         | kiesett  | kiesett  | kiesett  | kiesett | kiesett  |
| Francis Ogola   | 400 m       | 45,87    | 4.       | 16.      | 46,21       | 7.          | 24.         | kiesett  | kiesett  | kiesett  | kiesett | kiesett  |
| Michael Lopeyok | Maraton     |          |          |          |             |             |             |          |          |          | 2:42:54 | 82.      |

Női
| Versenyző       | Versenyszám | Előfutam | Előfutam | Előfutam | Elődöntő | Elődöntő | Elődöntő | Döntő   | Döntő    |
| Versenyző       | Versenyszám | Idő      | Hely.    | Össz.    | Idő      | Hely.    | Össz.    | Idő     | Helyezés |
| --------------- | ----------- | -------- | -------- | -------- | -------- | -------- | -------- | ------- | -------- |
| Edith Nakiyingi | 800 m       | 2:03,55  | 7.       | 27.      | kiesett  | kiesett  | kiesett  | kiesett | kiesett  |

* - egy másik versenyzővel azonos időt ért el

## Ökölvívás
| Versenyző         | Versenyszám  | Selejtező                     | Nyolcaddöntő      | Negyeddöntő       | Elődöntő          | Döntő             | Helyezés |
| Versenyző         | Versenyszám  | Ellenfél Eredmény             | Ellenfél Eredmény | Ellenfél Eredmény | Ellenfél Eredmény | Ellenfél Eredmény | Helyezés |
| ----------------- | ------------ | ----------------------------- | ----------------- | ----------------- | ----------------- | ----------------- | -------- |
| Fredrick Muteweta | Harmatsúly   | Wayne McCullough (IRL) · 7-28 | kiesett           | kiesett           | kiesett           | kiesett           | 17.      |
| Davis Lusimbo     | Pehelysúly   | Mohamed Soltani (TUN) · 8-13  | kiesett           | kiesett           | kiesett           | kiesett           | 17.      |
| Godfrey Wakaabu   | Kisváltósúly | Mark Leduc (CAN) · 2-9        | kiesett           | kiesett           | kiesett           | kiesett           | 17.      |